# Francisco Javier Stegmeier Schmidlin
Francisco Javier Stegmeier Schmidlin (ur. 19 maja 1962 w Los Ángeles) – chilijski duchowny katolicki, biskup Villarrica od 2009.

## Życiorys

### Prezbiterat
Święcenia kapłańskie przyjął 3 grudnia 1988 i został inkardynowany do diecezji Los Ángeles. Był m.in. proboszczem jednej z parafii w rodzinnym mieście oraz wykładowcą i rektorem seminarium w Concepción.

### Episkopat
7 lutego 2009 papież Benedykt XVI mianował go biskupem ordynariuszem Villarrica. Sakry biskupiej udzielił mu 19 kwietnia 2009 nuncjusz apostolski w Chile - arcybiskup Giuseppe Pinto.